# Berre-l'Étang
Berre-l'Étang (provansalsko Bèrra de l'Estanh/Berro de l'Estang) je naselje in občina v jugovzhodnem francoskem departmaju Bouches-du-Rhône regije Provansa-Alpe-Azurna obala. Leta 2009 je naselje imelo 13.853 prebivalcev.

## Geografija
Kraj se nahaja v pokrajini Provansi ob laguni Étang de Berre 30 km severozahodno od središča regije Marseilla.

## Uprava
Berre-l'Étang je sedež istoimenskega kantona, v katerega sta poleg njegove vključeni še občini Rognac in Saint-Chamas s 33.565 prebivalci.
Kanton Berre-l'Étang je sestavni del okrožja Istres.

## Zanimivosti
- romansko-gotska župnijska cerkev Saint-Césaire,
- kapela Notre-Dame-de-Caderot, zgajena na temeljih poganskega templa v 3. stoletju, porušena v času verskih vojn, obnovljena v 17. stoletju.
- laguna Étang de Berre.